# Cryptocoryne cognata
Cryptocoryne cognata är en kallaväxtart som beskrevs av Heinrich Wilhelm Schott. Cryptocoryne cognata ingår i släktet Cryptocoryne och familjen kallaväxter. IUCN kategoriserar arten globalt som starkt hotad. Inga underarter finns listade.